# Janusz Korwin-Mikke
Janusz Ryszard Korwin-Mikke (pronunciación en polaco: /ˈjanuʂ ˈkɔrvʲin ˈmʲikkɛ/; Varsovia, Polonia, 27 de octubre de 1942), es un político polaco de extrema derecha, paleolibertario y autor. Fue miembro del Parlamento Europeo desde 2014 hasta 2018. Fue líder del Congreso de la Nueva Derecha (KNP), formado en 2011 a partir de Libertad y Legalidad, que dirigió desde su formación en 2009, y de la Unión de la Política Real (Unia Polityki Realnej), que dirigió de 1990 a 1997 y de 1999 a 2003. En la actualidad, es el presidente del partido KORWiN, y desde 2019 es miembro del Sejm, elegido de la lista electoral de la Confederación Libertad e Independencia.

## Biografía
Janusz Ryszard Korwin-Mikke nació en la Varsovia ocupada por la Alemania Nazi el 27 de octubre de 1942. Estudió en la Facultad de Matemáticas y de Filosofía de la Universidad de Varsovia, uniéndose al Partido Demócrata a la edad de 20 años. Es detenido por primera vez en 1965, aunque continúa estudiando en la cárcel psicología, derecho y la sociología. En 1968 fue nuevamente detenido y expulsado de la universidad por su participación en las manifestaciones estudiantiles. En 1978 fundó la editorial clandestina "Officyna Liberalów" y se unió al sindicato de Solidarność. Participó dos años después de la huelga de los trabajadores en los Astilleros de Szczecin, volviendo a ser encarcelado de nuevo tras la entrada en vigor de la ley marcial.
En 1987 fue uno de los miembros fundadores del partido "Movimiento de la política real" (Ruch Polityki Realnej) que más tarde se convirtió en "Unión de la Política Real" (Unia Polityki Realnej). En 1990, fundó el semanario Najwyższy Czas!.
Después de la celebración de la obtención de un escaño parlamentario durante el periodo 1991-1993, Janusz Korwin-Mikke se presentó cuatro veces en las elecciones presidenciales (en 1995, 2000, 2005 y 2010) sin lograr una puntuación superior al 2,5% de los votos. 
En 2014 fue elegido como diputado al Parlamento Europeo en representación del Congreso de la Nueva Derecha.
En los últimos años, Janusz ha acaparado la atención de los medios por algunas afirmaciones. En 2013, Korwin-Mikke defendió la postura de Adolf Hitler indicando que él no era consciente del exterminio de los judíos, ya que fue organizado por Heinrich Himmler. En varias ocasiones, Korwin-Mikke ha cuestionado el derecho a voto de las mujeres, pues según él las mujeres están menos inculcadas en la política que los hombres. En marzo de 2017, Korwin-Mikke defendió en una intervención en el Parlamento europeo la brecha salarial entre hombres y mujeres, justificada, según él, por la "inferioridad" femenina.
En 2015 anunció la creación de un nuevo partido político para llevar su candidatura a las elecciones presidenciales de 2015, llamado "Coalición para la Renovación de la República - Libertad y Esperanza" (en polaco: Koalicja Odnowy Rzeczypospolitej Wolność Nadzieja, abreviado como KORWiN). En las elecciones, obtuvo un 3,3% de los votos.
En 2018 renunció a su banca en el Parlamento Europeo para retornar a la política nacional polaca.
En las elecciones parlamentarias de 2019 obtuvo nuevamente un escaño en el Sejm.
Korwin-Mikke es un jugador profesional tanto de ajedrez como de bridge, además de haber publicado junto a Andrzej Macieszczak un libro sobre este último juego.

## Publicaciones
- Ratujmy państwo (Permítenos salvar el país) 1990
- Nie tylko o Żydach (No solo los judíos) 1991
- Prowokacja? (¿Provocación?) 1991
- Wizja parlamentu w nowej konstytucji Rzeczypospolitej Polskiej (La Visión del parlamento en la nueva Constitución polaca) 1994
- Vademecum ojca (El vademécum del Padre) 1997
- Niebezpieczne ubezpieczenia (Seguros peligrosos) 2000
- Ekonomikka (Ekonómika) 2001
- Rok 2007 (Año 2007) 2001
- Dekadencja (Decadencia) 2002
- Naprawić Polskę? No problem! (¿Arreglar Polonia? ¡No hay problema!) 2004
- Podatki – Czyli rzecz o grabieży (Impuestos - cosas del robo) 2004
- Bez impasu (Sin estancamiento)
- Kto tu dymi? (¿Quién está haciendo humo de aquí?) 2007
- Rusofoby w odwrocie (Rusofobia a la inversa) 2009
- Rząd rżnie głupa (El Gobierno está jugando tonto) 2013